# NGC 6260
NGC 6260 is een spiraalvormig sterrenstelsel in het sterrenbeeld Draak. Het hemelobject werd op 5 augustus 1886 ontdekt door de Amerikaanse astronoom Lewis A. Swift.

## Synoniemen
- MCG 11-20-29
- ZWG 320.46
- KAZ 434
- PGC 59142